# Newry (Irlanda del Norte)
Newry (/ˈnjʊəri/, en escocés: Newrie en irlandés: Iúr Cinn Trá o An tIúr) es una ciudad norirlandesa. Está cerca de la desembocadura del río Clanrye, la frontera histórica entre el Condado de Armagh en el oeste y el Condado de Down en el este. Es por ello que la ciudad comparte territorio en los dos condados y la ciudad en Down.

## Nombre e Historia

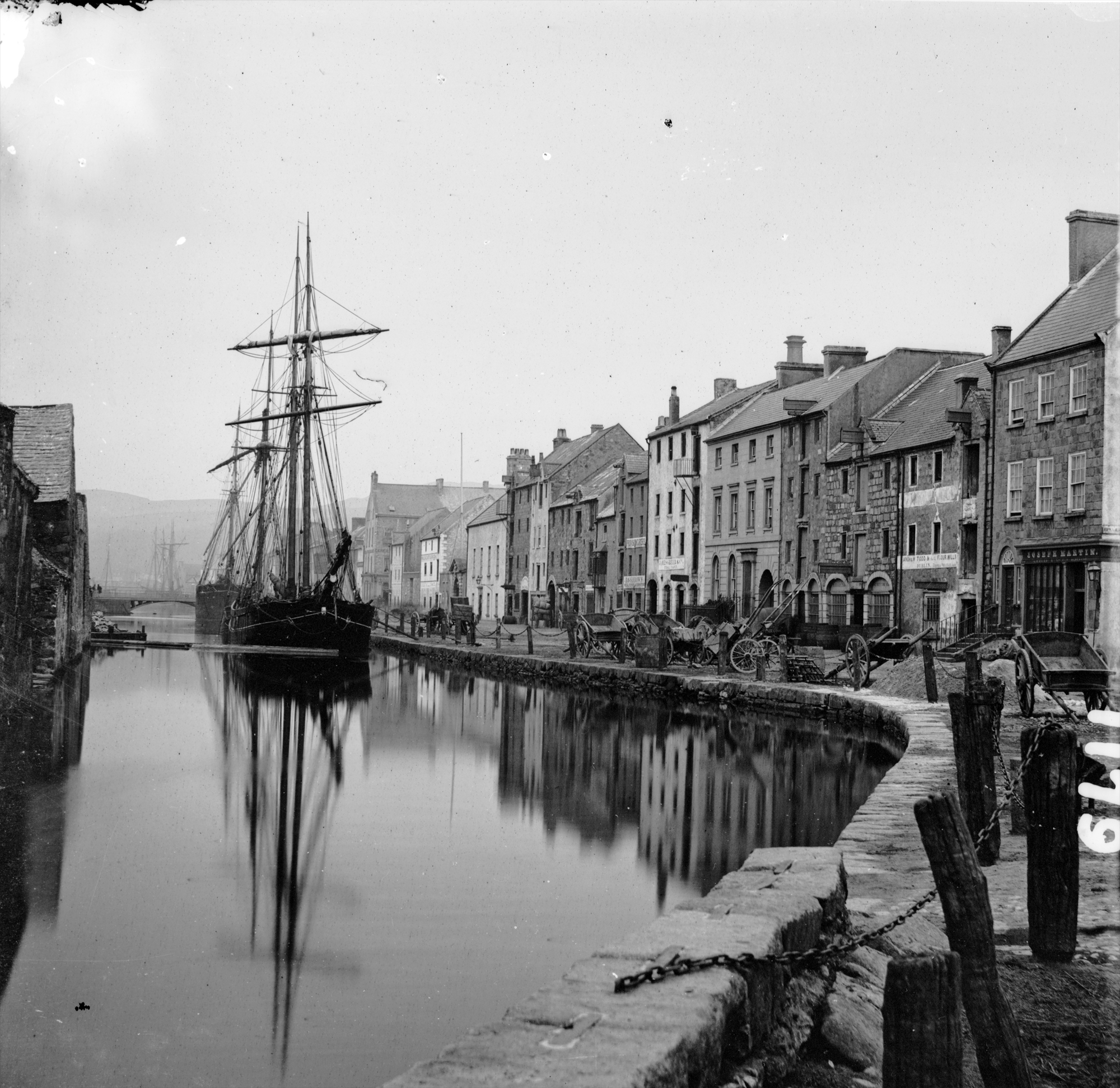
Muelle de comerciantes, Newry.

El nombre de la ciudad en escocés e inglés es una versión de su nombre irlandés, An Iúrach (El Campo de Tejo). El nombre actual irlandés, An tIúr, significa solamente El Tejo.
A Newry se le dio el estatus de ciudad el 14 de marzo de 2002 para celebrar el jubileo de la reina Isabel II del Reino Unido.
Newry era un lugar importante para el ejército británico durante el Conflicto de Irlanda del Norte. Dejó la ciudad el 25 de junio de 2007, más que ocho años después del Acuerdo de Viernes Santo.

## Demografía
Según el censo realizado en 2021 en Newry vivían 28,530 de las cuales el 50.87% eran mujeres y el 49.13% hombres.
El 21.32% tenía menos de 16 años, el 29.12% tenía entre 16 y 65 años, y el 14.51% tenía 66 años o más.

## Economía
Está situada al lado de la carretera N1 que enlaza la capital norirlandesa Belfast hasta la capital irlandesa, Dublín. Está a 55km al sur de Belfast y 108km al norte de Dublín. Por eso, en el idioma inglés la ciudad tiene el apodo Gap of the North (Brecha del Norte). Debido a esta ubicación, desde la Crisis económica de 2008, habitantes irlandeses han cruzados la frontera para comprar alimento en el Reino Unido, adonde el impuesto de valor agregado había sido reducido. Con mucho interés, el precio de una casa en Newry aumento por 371% hasta 181.000 libras esterlinas entre 1996 y 2006.
El Arco Egipcio de McNeill es un puente de ferrocarril cerca de Newry, en la línea entre Belfast y Dublín. En 2006, fue puesto en la cruz de una moneda de una libra esterlina, como la versión norirlandesa de una serie de monedas con puentes británicos.